# میشل فری
میشل فری (انگلیسی: Michele Ferri؛ زادهٔ ۲۸ مهٔ ۱۹۸۱) بازیکن فوتبال اهل ایتالیا است.
از باشگاه‌هایی که در آن بازی کرده‌است می‌توان به باشگاه فوتبال تراپانی، باشگاه فوتبال ارورا پرو پاتریا ۱۹۱۹، باشگاه فوتبال کالیاری، باشگاه فوتبال سمپدوریا، باشگاه فوتبال تریستیانا، باشگاه فوتبال آتالانتا، باشگاه فوتبال چزنا، باشگاه فوتبال آ.ث. میلان، باشگاه فوتبال ویچنزا، باشگاه فوتبال پالرمو، باشگاه فوتبال پرو ورچلی، و باشگاه فوتبال وارزه اشاره کرد.
وی همچنین در تیم‌های ملی فوتبال زیر ۲۱ سال ایتالیا بازی کرده‌است.